# Rue Dauphine
Rue Dauphine é uma estrada em Saint-Germain-des-Prés no 6.º arrondissement de Paris, França.
É denominada em memória do Delfim da França Luís XIII da França, filho de Henrique IV da França.
A Pont Neuf cruza o rio Sena em frente da Rue Dauphine.
O físico laureado com o Nobel de Física Pierre Curie, marido de Marie Curie, foi atropelado e morto por uma carruagem puxada por cavalos nesta rua em 1906.